# Podturn pri Dolenjskih Toplicah
Podturn pri Dolenjskih Toplicah este o localitate din comuna Dolenjske Toplice, Slovenia, cu o populație de 345 de locuitori.